# USS Bluegill (SS-242)
«Блугілл» (англ. USS Bluegill (SS-242)) — підводний човен військово-морських сил США типу «Гато», котрий взяв участь у бойових діях Другої Світової війни.
Човен спорудила компанія General Dynamics Electric Boat на верфі у Гротоні, штат Коннектикут. 29 січня 1944-го «Блугілл» покинув Кі-Вест (Флорида), де провадив тренування, та вирушив на Тихий океан.

## Походи
Всього човен здійснив шість бойових походів.

### 1-й похід
1 квітня 1944-го «Блугілл» вийшов із затоки Мілн (крайнє південно-східне завершення Нової Гвінеї) та попрямував до району бойового патрулювання на південний захід від Палау (важливий транспортний хаб японців у західній частині Каролінських островів). 27 квітня він потопив тут легкий крейсер «Юбарі», а на початку травня — вантажне судно. 20 травня «Блугілл» знищив ще один транспорт, на цей раз вже біля північного входу до протоки між островами Хальмахера та Моротай. У підсумку 7 червня човен прибув до Брисбену (східне узбережжя Австралії).

### 2-й похід
28 червня 1944-го «Блугілл» вийшов з бази, а 6 липня провів бункерування на острові Манус (острови Адміралтейства). Далі він попрямував до району бойового патрулювання на південь від філіппінського острова Мінданао. 7 серпня «Блугілл» у морі Сулавесі потопив вантажне судно, а 13 числа на вході до затоки Давао знищив одразу три ворожі судна — мисливець за підводними човнами, переобладнаний мисливець за підводними човнами та транспорт. При поверненні на базу «Блугілл» у морі Серам потопив артилерійським вогнем вітрильник, а 18 серпня прибув до Дарвіну, звідки потім перейшов до Фрімантлу на західному узбережжі Австралії.

### 3-й похід
18 вересня 1944-го човен вийшов з бази, а 21 вересня провів бункерування в затоці Ексмут. Далі він попрямував до району бойового патрулювання в морі Сулу та Південнокитайському морі. 18 жовтня о 7:16 «Блугілл» торпедував Арабія-Мару зі складу конвою Тайхі («біженський», сформований для виходу з під удару в очікуванні рейду авіаносної авіації на Манілу). Судно почало приймати воду та поступово осідати, при цьому супроводжувати його узявся мисливець за підводними човнами CH-21. Втім, о 12:08 «Блугілл» знову поцілив Арабія-Мару, котре перевернулось та затонуло за вісім десятків кілометрів від виходу з Манільської затоки. На борту цього транспорту перебувало понад 2600 пасажирів, в тому числі 1870 вояків 49-й дивізії Імперської армії Японії, з яких разом із судном загинуло 1708 осіб. Крім того, були втрачені 39 членів екіпажу. Об 11:04 все той же «Блугілл» торпедував та потопив Тіндзей-Мару, разом з яким загинуло 33 члени екіпажу та 21 пасажир. А вже під вечір 18 жовтня неподалік від місця загибелі двох попередніх суден «Блугілл» добив раніше пошкоджене Хакушика-Мару. У цьому випадку людські жертви були значно численніші — 1156 військовиків та 30 членів екіпажу. 25 листопада човен повернувся до Фрімантлу.

### 4-й похід
Тривав з 19 грудня 1944-го по 10 лютого 1945-го і завершився прибуттям до Фрімантлу. «Блугілл» діяв у Південнокитайському морі, проте не зміг збільшити свій бойовий рахунок.

### 5-й похід
12 березня 1945-го човен вийшов з бази, а за три доби провів бункерування в затоці Ексмут. Далі він попрямував до району бойового патрулювання в Південнокитайському морі, де 28 березня біля узбережжя південного В'єтнаму торпедував танкер «Хонан-Мару». 5 квітня з «Блугілл» висадили підривний загін на це полишене японцями судно та затопили його. 18 квітня «Блугілл» прибув до бухти Субік-Бей (Філіппіни).

### 6-й похід
Тривав з 11 травня по 12 червня 1945-го. Човен діяв у північній частині Південнокитайського моря, проте не зміг збільшити свій бойовий рахунок. У підсумку він завершив похід на острові Сайпан (Маріанські острови), після чого попрямував для проходження ремонту на верфі Mare Island Navy Yard (Вальєхо, Каліфорнія).

## Спеціальні завдання
28  травня 1945-го човен обстріляв острів Пратас, розташований у Південнокитайському морі за три сотні кілометрів на південний схід від Гонконгу. Після цього з «Блугілл» висадили загін із 12 осіб, який виявив, що острів вже покинутий японським гарнізоном.

## Післявоєнна доля
Навесні 1946-го човен вивели в резерв, проте у травні 1951-го знову повернули на службу. Невдовзі «Блугілл» перекласифікували у «мисливця за підводними човнами» (SSK-242).
У 1965-му під час В'єтнамської війни човен провадив розвідку та виконував завдання із порятунку пілотів у Тонкінській затоці.
В 1969-му човен виключили зі списків флоту, а 3 грудня 1970 затопили біля Гаваїв для створення тренажеру для підводних робіт. В листопаді 1983-го його корпус підняли рятувальні судна Beaufort та Brunswick, які далі відбуксирували його на глибоке місце та затопили із військовими почестями.

## Бойовий рахунок
| Дата       | Назва          | Тип                                            | Тоннаж | Місце            |
| 27.04.1944 | Юбарі          | легкий крейсер                                 | 3500   | 5°20'N 132°16'E  |
| 01.05.1944 | Асосан Мару    | вантажне                                       | 8812   | 7°7'N 129°56'E   |
| 20.05.1944 | Міяура-Мару    | вантажне                                       | 1856   | 2°14'N 128°0'E   |
| 07.08.1944 | Сандзю Мару    | вантажне                                       | 4642   | 6°4'N 124°22'E   |
| 13.08.1944 | Мисливець № 12 | мисливець за підводними човнами                | 300    | 6°17'N 126°9'E   |
| 13.08.1944 | Місаго Мару    | переобладнаний мисливець за підводними човнами | 154    | 6°17'N 126°9'E   |
| 13.08.1944 | Кодзюн Мару    | вантажне                                       | 931    | 6°17'N 126°9'E   |
| 18.10.1944 | Арабія Мару    | транспорт                                      | 9480   | 14°6'N 119°40'E  |
| 18.10.1944 | Тіндзей Мару   | вантажне                                       | 1999   | 14°6'N 119°40'E  |
| 18.10.1944 | Хакушика Мару  | вантажопасажирське                             | 8150   | 14°6'N 119°40'E  |
| 28.03.1945 | Хонан Мару     | танкер                                         | 5542   | 12°39'N 109°27'E |